# Oaxaca
Bang tự do và chủ quyền Oaxaca (tên Tiếng Tây Ban Nha: Estado Libre y Soberano de Oaxaca, phát âm tiếng Tây Ban Nha: [waxaka] (nghe)) là một trong 31 bang của México, nằm ở phần phía nam của đất nước này, phía tây của eo đất Tehuantepec (eo đất Tehuantepec bao gồm các bộ phận đông nam của Veracruz và Oaxaca). Oaxaca giáp với các bang Guerrero về phía tây, Puebla về phía tây bắc, Veracruz về phía bắc, Chiapas ở phía đông, và Thái Bình Dương ở phía nam.
Oaxaca là nơi ở lịch sử của các dân tộc Zapotec và Mixtec, và có người nói nhiều ngôn ngữ bản địa hơn bất kỳ bang nào khác của Mexico khác. Bang này được đặt tên cho thành phố lớn nhất của nó. Với diện tích 95.364 km ², Oaxaca là bang lớn thứ năm tại nước cộng hòa Mexico. Theo điều tra dân số năm 2005, bang này có dân số 3.506.821 người.
Cư dân địa phương nổi bật gồm tổng thống Oaxacans Benito Juárez, sinh ra ở làng Oaxaca của San Pablo Guelatao, cũng như Rufino Tamayo, Porfirio Diaz, José Vasconcelos, Francisco Toledo, María Sabina, J. Alberto Canseco Díaz, Vinicio Castilla, Marco Rito-Palomares.
Danh sách tác phẩm Trejo, Mỹ
América Trejo sinh ra và lớn lên ở Juchitán, Oaxaca. Cô theo học ngành Quản trị kinh doanh và Chiến lược, đã tham gia nhiều hội thảo thơ ca và đã xuất bản thơ trên nhiều tạp chí điện tử. Vào năm 2018 và 2020, bà đã tham gia Hội nghị các nhà thơ nữ quốc tế và Lễ hội Grito de Mujer. Bà là đồng tác giả của tuyển tập quốc tế Ngọn hải đăng hy vọng (Biên tập Rosado Fucsia). Cô là tác giả lọt vào vòng chung kết Cuộc thi Thơ lãng mạn quốc tế lần thứ nhất năm 2018 với cuốn sách có tựa đề: Cocktail of Flowers . Bà đã tham gia Đại hội toàn quốc lần thứ ba của các nhà sáng tác văn học do Hội đồng văn học thành phố Mexico tổ chức và là thành viên kiêm điều phối viên của Tập thể các nhà thơ nữ ở eo đất Tehuantepec. Cô kết hợp sự nghiệp thơ ca với nghề viết quảng cáo và chia sẻ thơ của mình qua Instagram.